# Фріц Шпісс
Фріц Шпісс (нім. Fritz Spieß; 28 жовтня 1881, Вісбаден — 19 лютого 1959, Гамбург) — німецький офіцер і чиновник, контрадмірал запасу і міністерський директор люфтваффе.

## Біографія
7 квітня 1900 року вступив на флот. Учасник Першої світової війни. З 3 серпня 1914 року — командир допоміжного мінного тральщика «Принц Адальберт», з 7 вересня 1914 року — навчальної півфлотилії торпедних катерів. З 7 березня 1915 року — президент 1-ї приймальної комісії торпедних катерів. З 11 травня 1915 року — командир торпедного катера G-103. З 21 січня 1917 року — командир 1-ї півфлотилії, з 1 травня по 20 листопада 1918 року — 1-ї флотилії торпедних катерів.
Після демобілізації армії залишений на флоті. В 1925/27 роках брав участь в Німецькій атлантичній експедиції як командир науково-дослідного судна «Метеор» і радник з гідрографічних питань Навігаційного відділу Морського управління. Після смерті голови експедиції професора Альфреда Мерца 16 серпня 1925 року науковий персонал одноголосно обрав Шпісса головою експедиції. Після повернення в Німеччину 1 жовтня 1927 року був переданий в розпорядження начальника командування ВМС. 30 вересня 1928 року вийшов у відставку. З 1930 року — член Леопольдини.
19 червня 1934 року вступив в люфтваффе як цивільний співробітник і призначений комісійним директором Морської обсерваторії Гамбурга, з 13 серпня — президент обсерваторії. 22 липня 1945 року остаточно вийшов у відставку.

## Звання
- Морський кадет (7 квітня 1900)
- Фенріх-цур-зее (19 квітня 1901)
- Лейтенант-цур-зее (27 вересня 1903)
- Оберлейтенант-цур-зее (21 березня 1905)
- Капітан-лейтенант (22 березня 1910)
- Корветтен-капітан (28 квітня 1918)
- Фрегаттен-капітан (1 січня 1925)
- Капітан-цур-зее (1 квітня 1927)
- Контрадмірал запасу (1 жовтня 1929)
- Міністерський директор з правом носіння форми генерал-майора (14 серпня 1934)
  - генерал-лейтенанта (14 серпня 1939)

## Нагороди
- Залізний хрест
  - 2-го класу (23 вересня 1915)
  - 1-го класу (10 червня 1916)
- Хрест «За вислугу років» (Пруссія) (25 років; 1 квітня 1920)
- На честь Шпісса були названі ряд географічних об'єктів:
  - вершинка Шпісса на землі Королеви Мод;
  - льодовик Шпісса на Антарктичному півострові;
  - кліф Шпісса на острові Буве.
- Велика золота медаль Лейбніца (30 червня 1927)
- Почесний доктор філософії Кільського університету (11 липня 1927)
- Пам'ятна медаль Німецької атлантичної експедиції «Метеор 1925-1927» (1928)
- Срібна медаль Карла Ріттера (24 травня 1928)
- Почесний хрест ветерана війни з мечами
- Медаль «За вислугу років у Вермахті» 4-го, 3-го, 2-го і 1-го класу (25 років; 2 жовтня 1936)
- Почесний член Ганзейського університету (9 травня 1940)
- Золота почесна медаль Ганзейського університету (9 травня 1940)
- Хрест Воєнних заслуг
  - 2-го класу з мечами (21 листопада 1940)
  - 1-го класу (19 січня 1942)